# Хосе Луїс Кучуффо
Хосе Луїс Кучуффо (ісп. José Luis Cuciuffo, 1 лютого 1961, Кордова — 11 грудня 2004) — аргентинський футболіст, що грав на позиції захисника.
Виступав, зокрема, за клуби «Велес Сарсфілд» та «Бока Хуніорс», а також національну збірну Аргентини, у складі якої був чемпіоном світу 1986 року.

## Клубна кар'єра
Починав грати у футбол за нижчолігові команди «Уракан Кордова» та «Чако Фор Евер». 1981 року молодий захисник став гравцем вищолігового «Тальєреса», в якому відразу ж закріпив за собою місце в основному складі.
Своєю грою за останню команду привернув увагу представників тренерського штабу клубу «Велес Сарсфілд», до складу якого приєднався 1982 року. Відіграв за команду з Буенос-Айреса наступні п'ять сезонів своєї ігрової кар'єри. Більшість часу, проведеного у складі «Велес Сарсфілда», був основним гравцем захисту команди.
1987 року уклав контракт з клубом «Бока Хуніорс», у складі якого провів наступні три роки своєї кар'єри гравця.  Граючи у складі «Бока Хуніорс» також здебільшого виходив на поле в основному складі команди. За цей час виборов титул переможця Рекопи Південної Америки.
Протягом 1990—1993 років грав у Франції, де захищав кольори команди клубу «Нім-Олімпік».
Завершив професійну ігрову кар'єру на батьківщині у клубі «Бельграно», за команду якого виступав протягом 1993 року.

## Виступи за збірну
1985 року здобув свій перший виклик до національної збірної Аргентини. Справив на головного тренера національної команди Карлоса Білардо настільки позитивне враження, що наступного року був не лише включений до її заявки на переможний для Аргентини чемпіонат світу 1986 у Мексиці, але й повністю відіграв на ньому усі матчі аргентинців.
Згодом також був учасником двох розіграшів Кубка Америки — домашнього для аргентинців 1987 року і 1989 року у Бразилії. На останньому став у складі своєї збірної бронзовим призером.
Загалом протягом кар'єри у національній команді, яка тривала 5 роки, провів у її формі 21 матч.

## Подальше життя і смерть
Завершивши виступи на футбольному полі, працював тренером, зокрема у тренерських штабах низки команд з рідної Кордови, а також на дитячому та юнацькому рівнях. 
Загинув 11 грудня 2004 року на 44-му році життя внаслідок кульового поранення, отриманого під час полювання на півдні провінції Буенос-Айрес.

## Титули і досягнення
- Переможець Рекопи Південної Америки (1):

«Бока Хуніорс»: 1990
- Чемпіон світу (1): 1986
- Бронзовий призер Кубка Америки (1): 1989